# 郭穎東
郭穎東（Rex Kwok，1980年7月31日—）為香港男演員，於香港演藝學院戲劇學院畢業，主修表演，畢業後參演不少舞台劇，不過他最出名的演出，是幫安信信貸拍廣告飾演「安信兄弟」。他也曾為香港電視網絡藝員。於2018年接拍viuTV劇集《Plan B》。

## 背景

### 早年生活
郭穎東為香港演藝學院戲劇學院（榮譽）學士，主修表演。在校期間曾獲傑出學生獎、匯豐銀行內地交流獎學金及連續兩年獲得演藝友誼社獎學金，更參演作品逾10齣，其中包括經典劇作《海達．嘉柏娜》、《海鷗》、《羅密歐與茱麗葉》及《家》等。

### 投身演藝界
郭穎東畢業後亦活躍於參與演出，曾參演禾地山《娛人飯局》、魯戲《看更》、飛童製作《星光大道》、心創作劇場製作之學校巡迴劇《毒死你》、香港戲劇協會《大顛世界》、禾地山《當布萊希特遇上史坦尼斯拉夫斯基》@布萊希特戲劇節、心創作劇場《留住百味情》、ICAC主辦及香港話劇團製作之學校巡迴劇《阿旺筆記》超過120場、香港藝術節2008節目《泰特斯》、異人實現劇團《異型金剛》（首演及重演）、香港演藝學院《菲爾德》（重演）、大細路劇團《親親廿四孝》、劇場組合《小紅帽的藍色世界》、中英劇團《叛艦記》及海上遊之工作坊導師、春天舞台《天之驕子》等，而且曾與多個主題公園合作。

### 近況
郭穎東現更致力推動業餘劇團發展，曾在多個劇團擔任編、導、演等工作。
除了劇場工作外，郭穎東亦參與不少拍攝工作，包括衛生署、醫院管理局之宣傳短片、多個MV、香港電台《鐵窗邊緣》、教育電視、家樂牌（享一刻）杯湯及安信財務（安信兄弟）之廣告；獨立短片《偷襲真豬巷》及《Game Players》，更有擔任MC、戲劇導師等工作。

## 演出

### 舞台劇
- 2016年：亂世英雄 飾
- 2016年：獅子頭上釘Banner 2 飾
- 2017年：李鍾嶽與秋瑾 飾
- 2017年：馬丁路德 飾
- 2018年：火鳳燎原舞台劇 ‧ 壹－亂世英雄 飾
- 2018年：礦井下的彩虹 飾
- 2018年：女人節・男人事 2018 飾
- 2019年：戀戀西城之鎮店之寶 飾
- 2019年：花木蘭 飾

### 電視劇（網絡劇）
- 2016年：無間道 飾 Tiger
- 2016年：死亡筆記 NEW GENERATION 龍崎篇・遺志 飾

### 電視劇（viuTV）
- 2018年：Plan B 飾 鄧春秋
- 2022年：IT狗 飾 麵檔老闆